# 간몬 해협

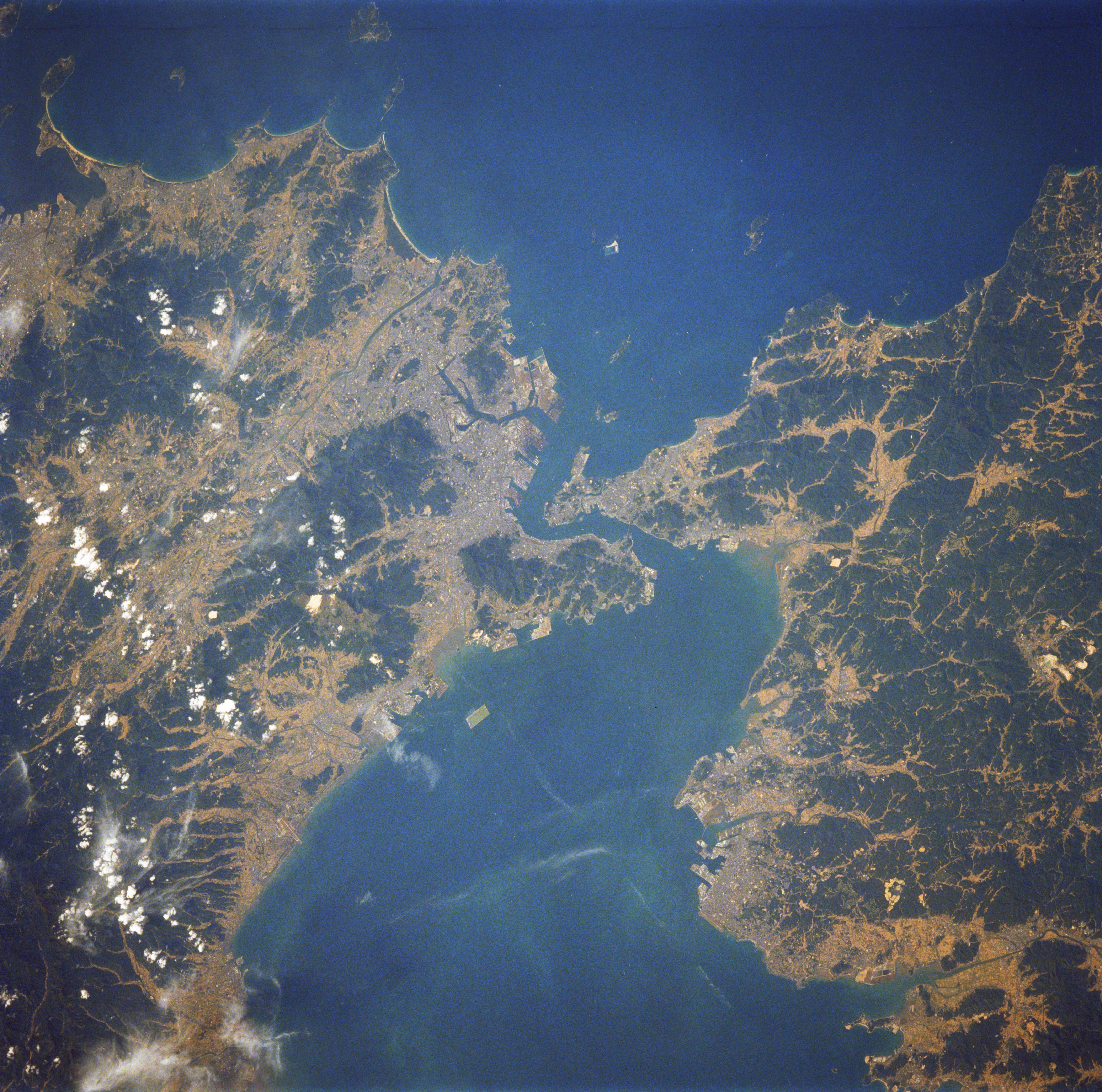
간몬 해협의 위성 사진

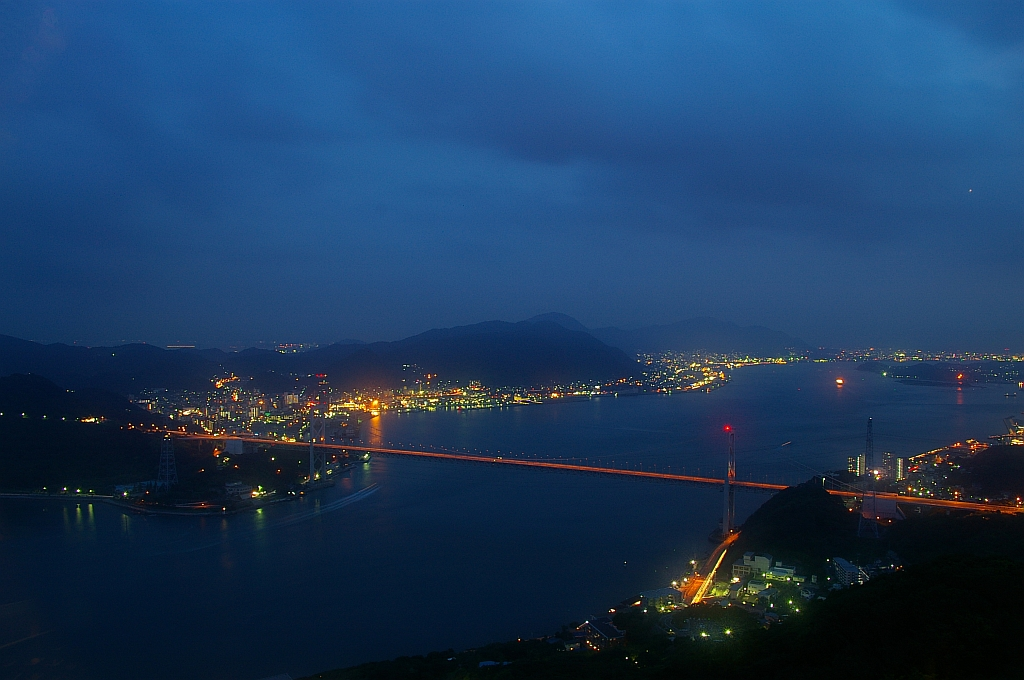
간몬 해협의 야경

간몬 해협(일본어: 関門海峡)은 일본 혼슈의 야마구치현 시모노세키시와 규슈의 후쿠오카현 기타큐슈시 사이의 해협이다. 동해와 세토 내해를 잇는다.

## 같이 보기
- 간몬교
- 간류섬
- 간몬 국도 터널
- 신칸몬 터널